# Henry Cauvain
Œuvres principales
- Maximilien Heller (Roman, 1871)

Henry Cauvain, né à Paris le 1er février 1847 et mort à Lausanne le 13 octobre 1899, est un écrivain français, dont le personnage de détective Maximilien Heller, dans le roman du même nom publié en 1871, a été repris par Arthur Conan Doyle pour créer celui de Sherlock Holmes.

## Biographie

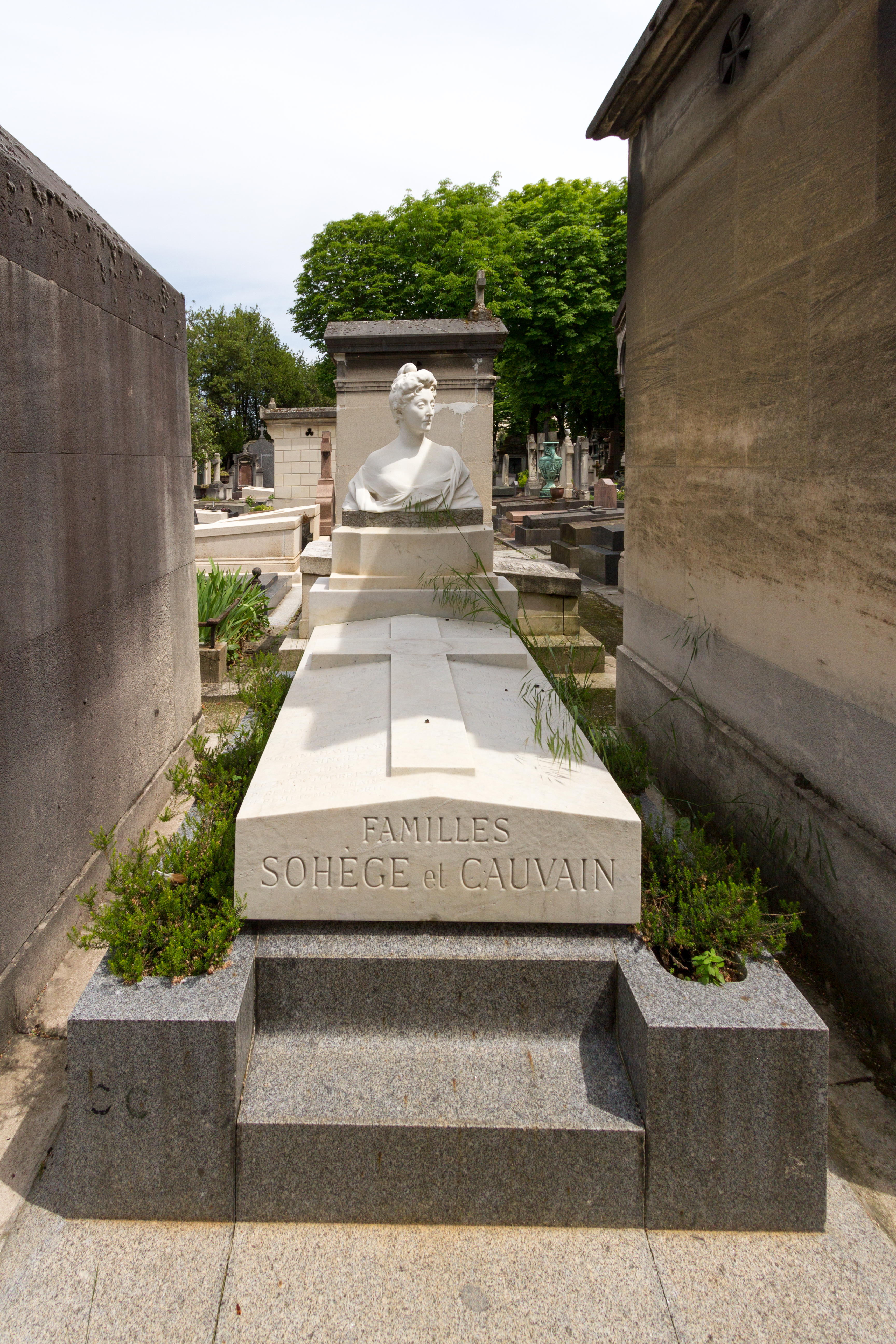
Tombe au cimetière de Passy.

Son père, Henri-Alexis Cauvain (1815-1858), était journaliste et avocat. Henry, entré dans l’administration des Finances, fut trésorier général à Annecy et à Évreux. Il publia de nombreux romans de veine policière et historique.
Il est inhumé au cimetière de Passy (1re division).

## Œuvres
- Maximilien Heller, 1871 Gallica
- Le Roi de Gand, 1873
- Les Amours bizarres. Le cadavre de Juliette. L'empoisonné. La Formosine. Serva Serviroff, 1879
- Le Chariot d'or, 1880
- La Mort d'Éva, 1881
- Un Cas de folie, 1882
- Rosa Valentin. L'Espion., 1882
- Le Grand Vaincu, 1883 Gallica
- Madame Gobert. La Branche de corail. Une Méprise. Deux Martyrs. Maître Claudius, 1884
- La Main sanglante, 1885 Gallica
- Le Procès Féraud, 1888
- Le Mari de sœur Thérèse, 1891